# Château de la Grange (Yerres)
Pour les articles homonymes, voir Château de la Grange (homonymie).
Le château de la Grange est un château français situé dans la commune d'Yerres, en pays de Brie, dans le département de l'Essonne et la région Île-de-France, à dix-huit kilomètres au sud-est de Paris.

## Situation
Le château de la Grange est implanté sur le plateau de Villecresnes dans le bois de la Grange constitutif de l'Arc boisé, au nord de la vallée de l'Yerres et du territoire de la commune d'Yerres, en bordure de l'avenue de la Grange empruntée par la route départementale 94.

## Histoire
Le domaine de la Grange, mentionné une première fois en 1389, constituait alors un vaste bois défriché pour une communauté religieuse parisienne.
Vers 1581 une ferme fortifiée y fut élevée.
Sous le règne d'Henri IV, Charles Duret, fils de Louis Duret, médecin de Charles IX et Henri III, hérita du domaine.
En 1617, il y fit construire l'actuel château ; en 1635, une grotte ornée de coquillages est aménagée dans la douve Sud.
Vers 1740, le château de la Grange est tenu par le garde du Trésor royal Pierre Nicolas Gaudion (1700-1751), époux de Marie Françoise de Saint-Aurant (Saint-Orant), conseiller au Conseil, direction et finances de la Maison du roi, demeurant à Brunoy. Il aménagera l’intérieur avec un salon qui porte son nom. Il commande au célèbre décorateur suédois Gilles Marie Oppennord le salon rose où est alors inventé le style rocaille ou Louis XV.
En 1748 Maurice de Saxe, maréchal de France acquit le château qu'il conserva jusqu'à sa mort deux ans plus tard et y fit aménager la grande galerie.
L'ancien préfet et ministre Henri Chevreau (1823-1903) y mourut ; le château et son domaine de 1 200 hectares appartinrent au baron Napoléon Gourgaud (1823-1879) maire d'Yerres et député en 1869 ; son fils Napoléon Gourgaud (1858-1918) comme lui maire d'Yerres et conseiller général, épousa Henriette Chevreau (1857-1940) seule fille du précédent.
Cette famille le conserva jusqu'en 1990. Le 13 avril 1960, le site est inscrit au titre des monuments historiques; le 8 avril 1971, il est classé.
Lors de l'Occupation le château étant réquisitionné, la grande galerie du rez-de-chaussée fut transformée en atelier de réparation pour les moteurs d'avion tandis que des officiers allemands occupaient les étages ; malgré l'intervention de la baronne Gourgaud auprès de Georges Scapini, nommé par Philippe Pétain chef du service diplomatique des prisonniers de guerre à Berlin - et voisin du couple à l'île d'Aix (17) - le domaine ne fut restitué que lors de l'été 1942 à son propriétaire, qui y mourut le 30 août 1944.
Le 27 août 1944, la 2e division blindée américaine de Pennsylvanie venant de Montgeron et entrée dans Yerres, rejoignit la route nationale par le château ; son commandant, le général Patton, informé de la présence de la baronne Gourgaud, née Eva Gebhard, citoyenne américaine, lui fit présenter ses hommages par un jeune officier.
Légataire universelle de son époux mais usufruitière du domaine familial légué par son époux à un cousin, celle-ci mourut au château le 14 juillet 1959 ; elle avait été faite chevalier de la Légion d'honneur.
En 2000, le château est racheté par le groupe Savry qui y installe un hôtel de prestige sous la dénomination commerciale de « Château du Maréchal de Saxe ».

## Architecture
Le château de la Grange est composé d'un corps principal en « U » à trois niveaux augmenté de deux ailes basses et de deux corps de communs en « L » au nord.
L'ensemble est élevé en brique et pierre de taille sur un terre-plein comprenant une cour d'honneur entouré de douves sèches.
À l'est se trouve l'avant-cour, l'allée d'honneur et la grande grille encadrée de deux pavillons carrés. À l'ouest se trouve une perspective perçant la forêt précédée d'une pièce d'eau dans un parc romantique.
Au nord, prolongeant les communs se trouve un jardin français en cours de réhabilitation.

## Galerie

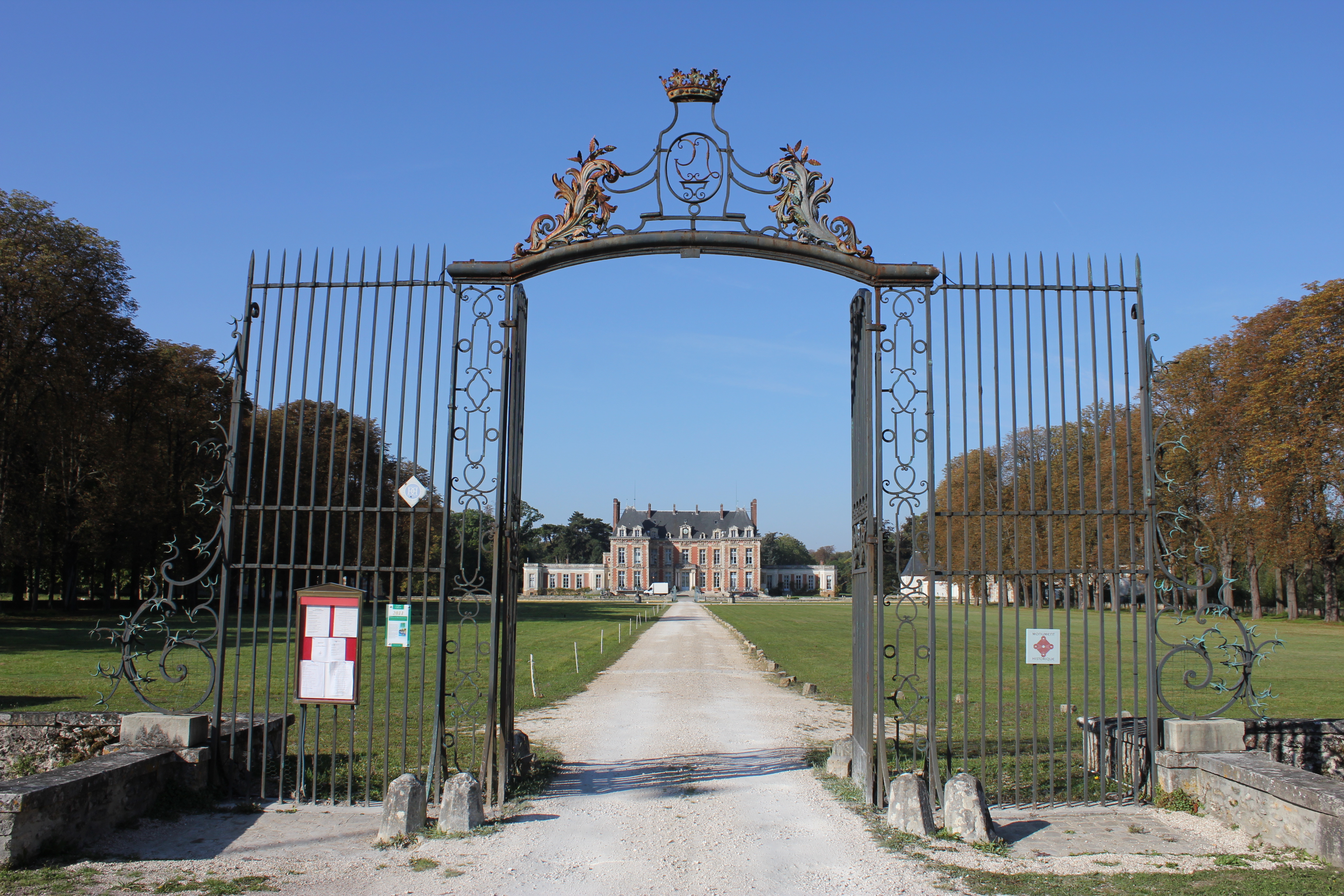
Château vu depuis le portail
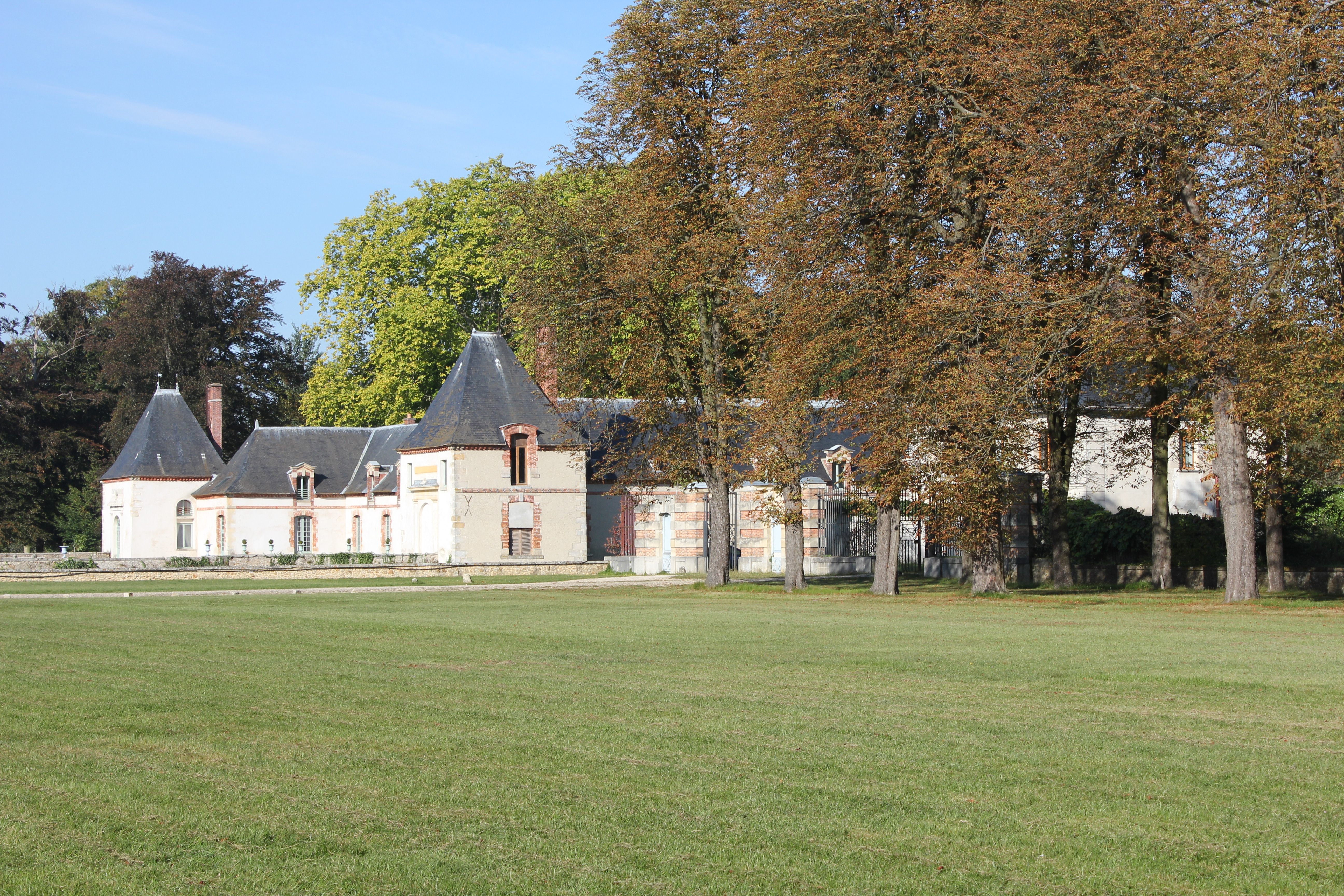
Dépendances du château
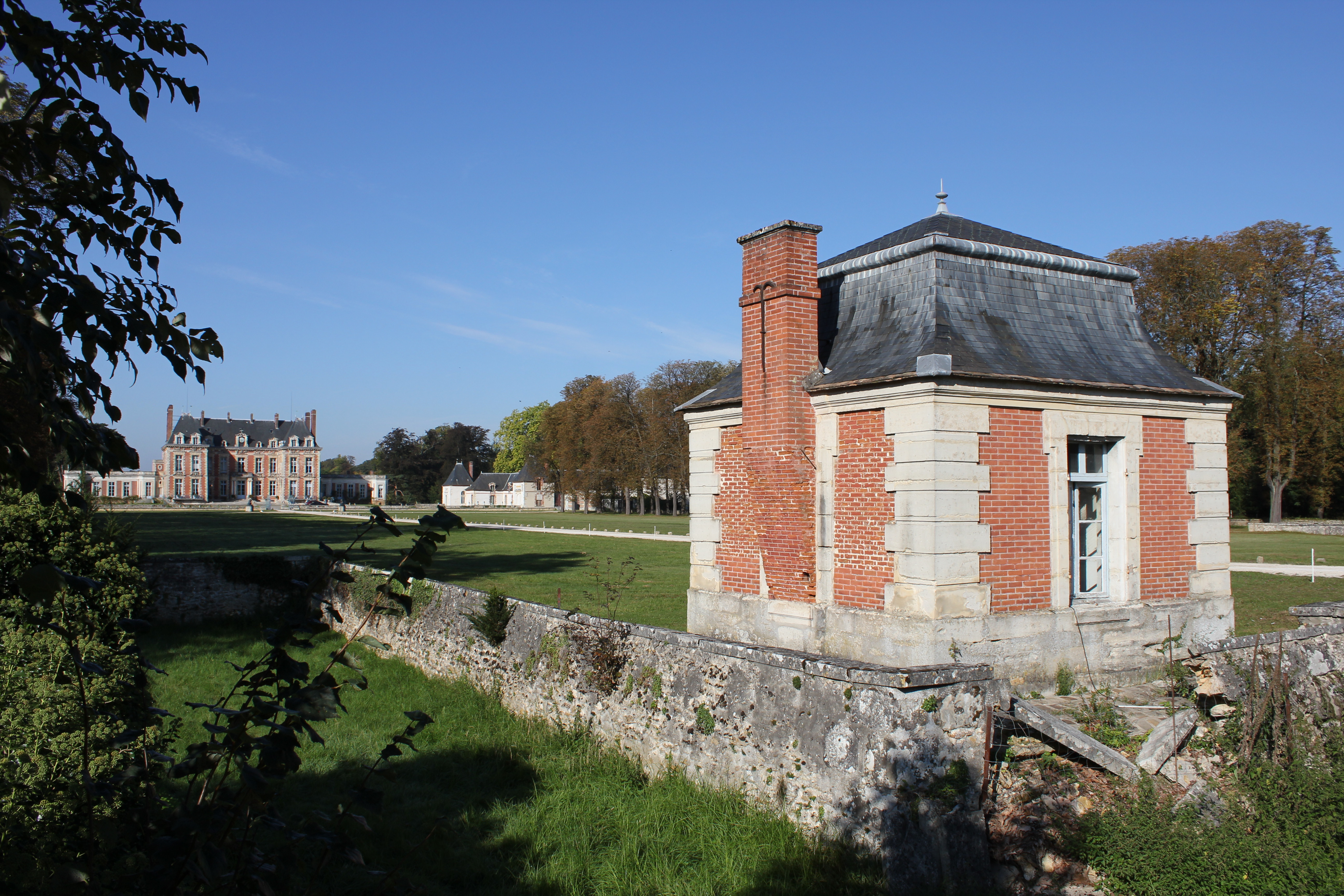
Loge du gardien
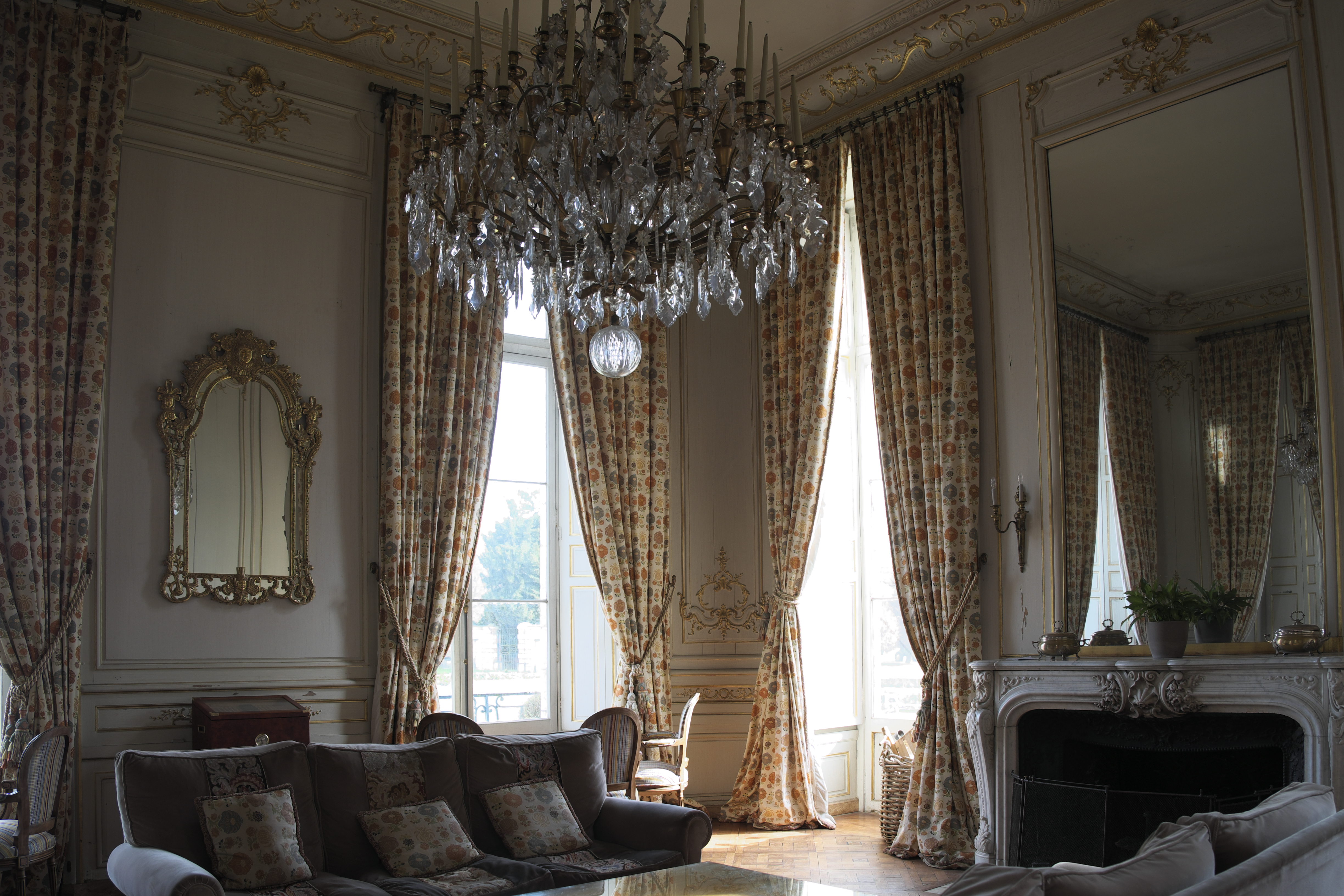
Salon Pierre Nicolas Gaudion
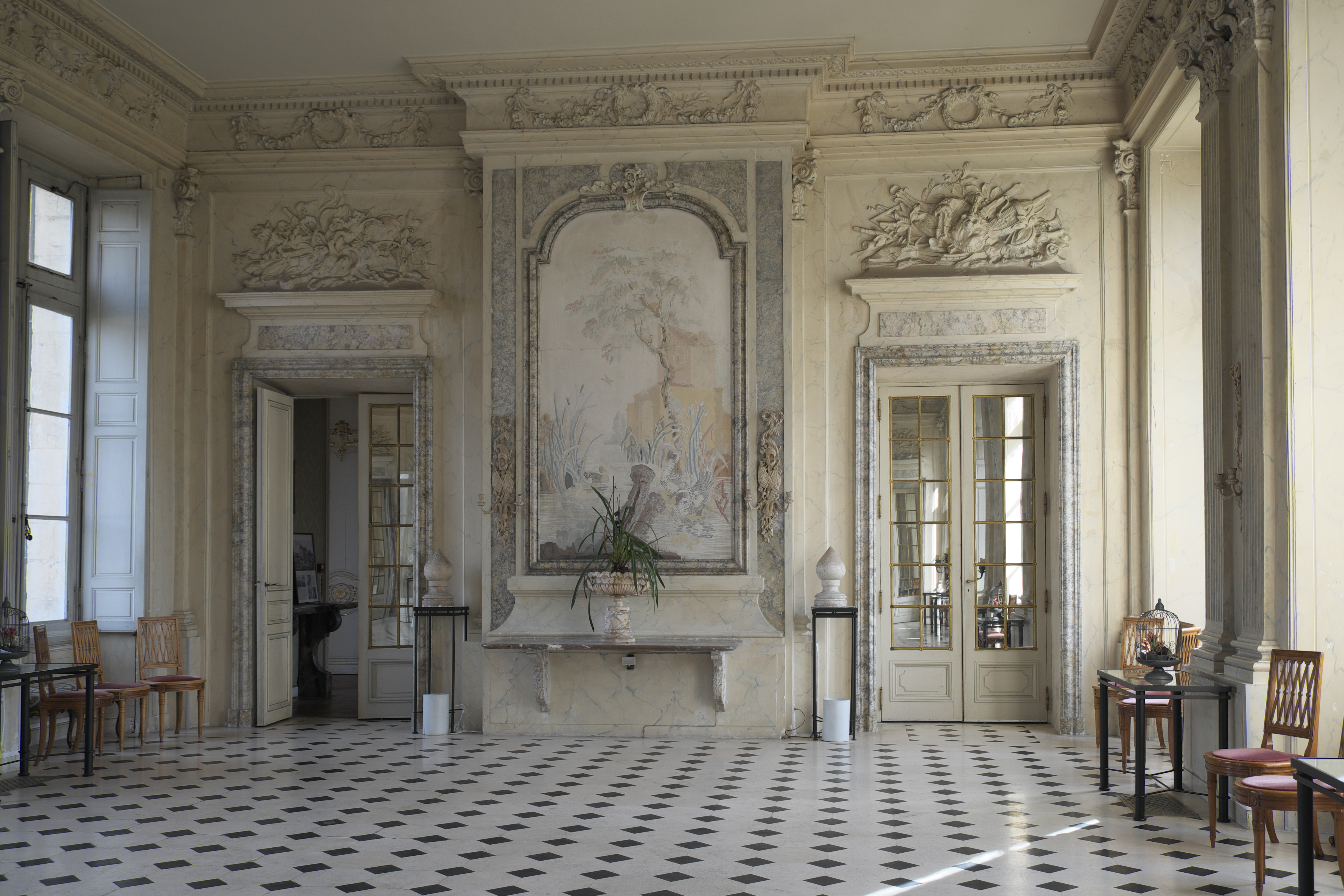
Grande galerie